# Saul Krugman
Saul Krugman (* 7. April 1911 in der Bronx; † 26. Oktober 1995) war ein US-amerikanischer Mediziner (Pädiatrie, Epidemiologie). Er war der erste Hepatitis-Forscher, der Hepatitis A von B unterschied und die ersten Impfstoffe gegen Hepatitis B, Masern und Röteln erprobte.

## Leben
Krugman war der Sohn jüdischer russischer Einwanderer und wuchs in Paterson (New Jersey) auf. Er studierte an der Ohio State University und der University of Richmond (Abschluss 1934), unterbrochen einem Jahr, in denen er das Geld für sein Studium verdienen musste. Danach studierte er Medizin am Medical College of Virginia (M. D. 1939) und begann dann seine Facharztausbildung (Internship) am Cumberland Hospital in Brooklyn. Im Zweiten Weltkrieg war er 1941 bis 1946 als Chirurg beim US Army Air Corps im Südpazifik, brachte es bis zum Captain und wurde mehrfach ausgezeichnet. Nach dem Krieg war er am Bellevue Hospital in New York City, wo er 1960 Leiter der Pädiatrie wurde. Außerdem war er Professor für Pädiatrie an der New York University und 1960 bis 1974 Leiter der Abteilung. 1991 hatte er einen Schlaganfall, kehrte aber nochmals an die Universität zurück bis zu seiner Pensionierung 1995. Er zog danach nach Florida.
Er war seit 1940 mit Sylvia Stern verheiratet, mit der er den Sohn Robert hatte (Prof. für Pädiatrie an der University of Colorado) und eine Tochter Carol hatte.

## Werk
Krugman ist unter anderem für die Willowbrook-Hepatitis-Studie aus den 1950er Jahren bekannt, in der nachgewiesen wurde, dass Injektion von Antikörpern gegen das Hepatitis-B-Virus zu passiver Immunität führt. Die Antikörper wurden aus Blutproben gewonnen, die erhitzt wurden, um die Erreger abzutöten. Im Laufe der Studien wurde deutlich, dass es zwei Hepatitis-Erreger gab, später Hepatitis A und B genannt.
Da die Tests für den neu entwickelten Impfstoff gegen Hepatitis B an Kindern in der Willowbrook State School, einer staatlichen Schule für geistig behinderte Kinder in Staten Island, durchgeführt wurden, wobei ihnen aktive Erreger injiziert wurden, wurden die Studien später als unethisch kritisiert, was auch Krugman selbst zugab. Allerdings waren Krugman und sein enger Freund und Kollege am Bellevue Hospital Robert Ward von der Schule selbst als Experten für Infektionskrankheiten hinzugezogen worden. Die Kinder lebten unter schlechten Verhältnissen, es gab dort regelmäßig Hepatitisfälle, sogar unter fast allen Angestellten, was häufig unbemerkt blieb und erst nach den Untersuchungen von Krugman und Kollegen herauskam.
Die Studien wurden von der US Army finanziert und waren vom New York State Department of Mental Hygiene gebilligt worden. An den Kindern der Schule wurden auch weitere medizinische Studien durchgeführt, die ebenfalls später aus ethischen Gründen kritisiert wurden.
Krugman erprobte neben dem Hepatitis-B-Impfstoff (1971) auch den ersten Masernimpfstoff (1963 in den USA zugelassen) und den ersten Rötelnimpfstoff (1965 mit Louis Cooper, mit dem Stamm HPV-77).
Er war Berater der WHO und der US Army in Fragen von Infektionskrankheiten und weltweit an Impfstudien beteiligt.
Seine Menschenversuche wurden in den 1980er Jahren in Deutschland einem breiteren Publikum bekannt

„Krugman leitete von 1956 bis 1972 ein Studienteam an der Willowbrook-Schule für geistig Behinderte. Gemeinsam mit Kollegen injizierte er Kindern Hepatitis-Erreger. Die Forscher rechtfertigten sich damit, dass sich die Kinder "sowieso über kurz oder lang angesteckt" hätten. Krugman besprach sein Vorgehen mit Kollegen und holte die Zustimmung einer Armeebehörde ein. Eine Prüfbehörde für Versuche an Menschen gab es 1956 noch nicht, doch nachdem später ein entsprechendes Komitee gegründet wurde, signalisierte es sein Einverständnis. Krugman rechtfertigte sich, indem er angab, dass die Eltern der Kinder eingewilligt hätten. Das entsprechende Formular war jedoch irreführend, denn darin hieß es, dass die Kinder einen Impfstoff gegen Hepatitis erhielten. Später stellte sich heraus, dass Druck auf die Eltern ausgeübt worden war: Ihnen wurde in Aussicht gestellt, dass ihre Kinder früher in die Schule kommen und besondere Förderung erhalten würden, wenn sie an der Hepatitis-Studie teilnähmen.“

Krugmans Menschenversuche an Unmündigen waren umstritten; in Deutschland konnte der Hygieniker Friedrich Deinhardt sich nicht zu einer Ablehnung durchringen, er bezeichnete diese Menschenversuche lediglich als "vielleicht schwierigste Frage".

## Ehrungen
- 1967: Haven Emerson Award
- 1972: Modern Medicine Award, James D. Bruce Memorial Award, John M. Russle Award, Charles H. Hood Foundation Child Health Award
- 1975: Grulee Award der American Academy of Pediatrics
- 1976: Bristol Award der American Infectious Diseases Society
- 1978: Robert-Koch-Medaille
- 1978: New York Academy of Medicine Medal
- 1981: John Howland Medal der American Pediatrics Society
- 1982: Goldmedaille des Griechischen Roten Kreuzes
- 1983: Mary Woodard Lasker Public Service Award.
- 1985: Albert B. Sabin Medal, Karl Landsteiner Memorial Award, Alexander Wiener Memorial Lecture des New York Blood Center
- 1986: erster Pediatric Infectious Disease Award
- 1987: Sarah L. Poiley Memorial Award der New York Academy of Sciences.
- 1988: William Beaumont Prize in Gastroenterology
- 1990: American Liver Foundation Distinguished Service Award
- 1994: Immunization Award des New York State Department of Health

Von 1972 bis 1973 war er Präsident der American Pediatric Society und 1974 bis 1975 Vizepräsident der American Epidemiological Society. Er war Fellow der American Academy of Arts and Sciences (1977), der National Academy of Sciences (1976), des Institute of Medicine der National Academy of Sciences und der Akademie der Wissenschaften in Athen. 1979 wurde er Ehrendoktor der Ohio State University.

## Schriften
- Krugman’s Infectious Diseases of Children, 11. Auflage, Mosby 2003, Bearbeiter Anne Gershon, Peter Hotez, Samuel L. Katz (1. Auflage von Krugman und Ward 1958)